# Dolgen am See
Dolgen am See ist eine Gemeinde im Landkreis Rostock in Mecklenburg-Vorpommern (Deutschland). Sie wird vom Amt Laage mit Sitz in der gleichnamigen Stadt verwaltet.

## Geografie
Die Gemeinde Dolgen am See liegt zwischen den Städten Laage und Schwaan und ist rund 20 Kilometer von Rostock entfernt. Die Ortsteile der Gemeinde gruppieren sich um den drei Kilometer langen und 300 Meter breiten Dolgener See. Im Süden grenzt die Gemeinde nahe dem Ortsteil Friedrichshof an den Hohensprenzer See. Das Gelände ist hügelig und erreicht mit dem Dolger Berg eine Höhe von 71 m ü. NN. Im Süden hat Dolgen am See einen kleinen Anteil am Regionalflughafen Rostock-Laage. Im Norden grenzt das Gemeindegebiet an die Gemeinde Dummerstorf, im Nordosten an Wardow (Berührungspunkt), im Südosten an die Stadt Laage, im Südwesten an Hohen Sprenz  sowie im Westen an Wiendorf.
Das vornehmlich landwirtschaftlich geprägte Gebiet wird von Naturfreunden wegen der weitgehend intakten Natur (Landschaftsschutzgebiet) und der Wasserqualität der Seen geschätzt.

### Ortsteile
Zu Dolgen am See gehören die Ortsteile Dolgen, Friedrichshof, Groß Lantow, Kankel, Sabel und Striesdorf.

## Geschichte

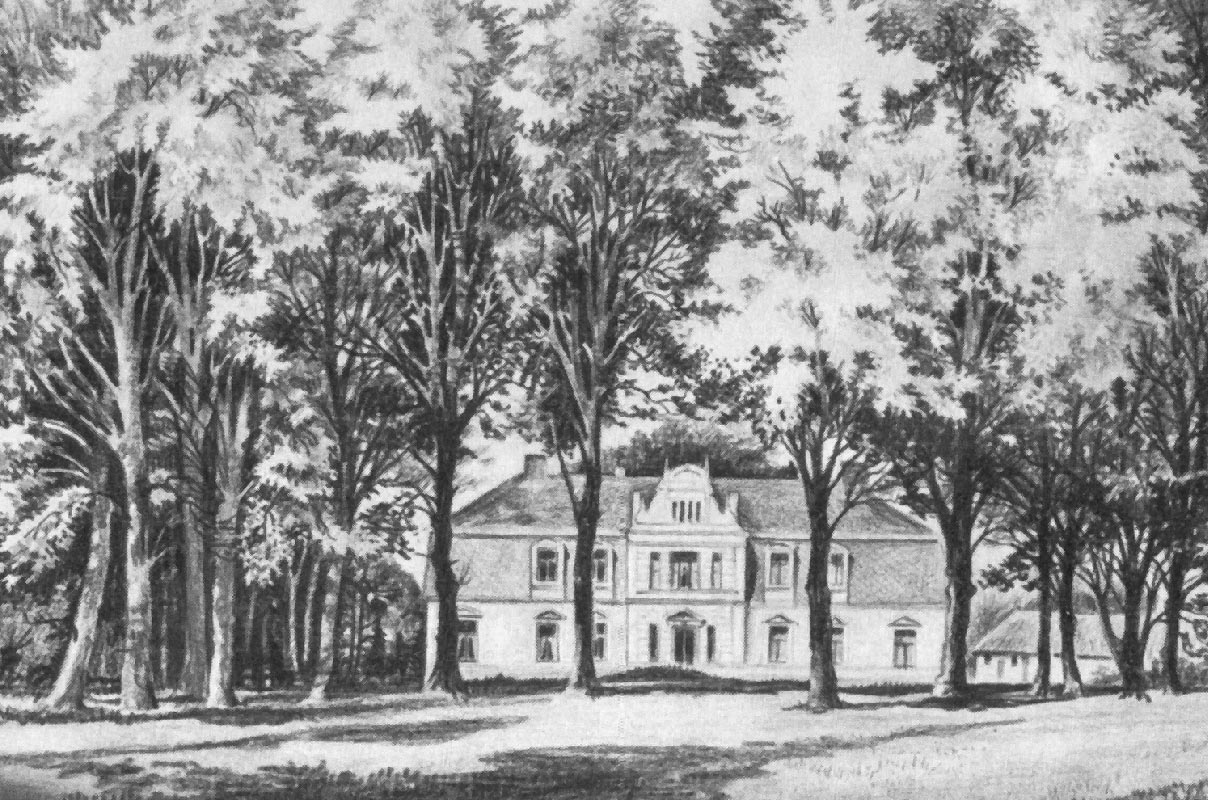
Gutshaus um 1890

Dolgen: Die früheste Gründung und Besiedlung erfolgte durch Slawen. Auf einer Halbinsel am Südostufer des Dolgener Sees liegt ein Burgwall aus der mittleren Slawenzeit (10. Jahrhundert). Überreste eines weiteren mittelalterlichen Burgwalls, der Alten Burg, befinden sich im Wald östlich der Straße zwischen den Ortsteilen Dolgen und Striesdorf.
1285 verlieh der Herr zu Werle Nikolaus II. das Dorf einem Rostocker Bürger und der Ort Dolgen wurde so erstmals urkundlich erwähnt. Wenige Jahre später gelangte es in den Besitz des Klosters zum Heiligen Kreuz. Die uradelige Mecklenburger Familie von Drieberg, schon 1172 urkundlich registriert, richtete zu Beginn des 16. Jahrhunderts in Dolgen einen Gutshof ein. Vom Ende des 18. Jahrhunderts bis 1945 gehörte das ritterschaftliche Gut der Familie von Plessen. Bis zu seinem Tode im Jahre 1837 lebte Leopold von Plessen mit seiner Frau Sophie und den gemeinsamen Kindern im Herrenhaus Dolgen, der den Landesteil Mecklenburg-Schwerin auf dem Wiener Kongress vertrat und die Eigenständigkeit Mecklenburgs als Kleinstaat bewahren helfen konnte. 1837 hatte der Ortsteil Dolgen 93 Einwohner und eine eigene Schule. 1928 wurde die Größe des Rittergutes Dolgen mit 468,1 Hektar ausgewiesen. Am 1. Juli 1950 wurde Dolgen nach Striesdorf eingemeindet. 
Friedrichshof: Das Gutshaus (Herrenhaus) wurde zwischen 1845 und 1849 errichtet und ist seit 1988 ein Hotel mit Gaststätte.
Striesdorf: Duwe, letzte Pächter der Domäne, ist im Zweiten Weltkrieg gefallen. Das Gutshaus aus dem 19. Jahrhundert ist heute (2016) eine Ruine. Striesdorf wurde am 1. Juli 1950 um die bis dahin eigenständige Gemeinde Dolgen vergrößert.
Dolgen am See: Die Gemeinde Dolgen am See wurde am 31. Dezember 1999 aus den Gemeinden Sabel und Striesdorf gebildet.

## Politik

### Gemeindevertretung und Bürgermeister
Der Gemeinderat besteht (inkl. Bürgermeister) aus 7 Mitgliedern. Die Wahl zum Gemeinderat am 26. Mai 2019 hatte folgende Ergebnisse:
| Partei/Bewerber             | Prozent | Sitze |
| --------------------------- | ------- | ----- |
| Einzelbewerber Borrmann     | 20,30   | 1     |
| Einzelbewerberin Boje       | 18,61   | 1     |
| Einzelbewerber Schönemann   | 14,55   | 1     |
| Einzelbewerber Borchert     | 10,50   | 1     |
| Einzelbewerber Klostermann  | 8,32    | 1     |
| Einzelbewerber Schneider    | 8,02    | 1     |
| Einzelbewerber Wisoschinski | 7,62    | 1     |

Bürgermeister der Gemeinde ist Eckhard Borrmann, er wurde mit 81,03 % der Stimmen gewählt.

## Sehenswürdigkeiten und Kultur
Bauwerke
- Herrenhaus Dolgen mit Neorenaissance-Fassade aus dem späten 19. Jahrhundert
- Erdholländerwindmühle in Groß Lantow von 1882
- Gutshaus Striesdorf, nach 1990 verfallen
- Herrenhaus Friedrichshof; heute Hotel mit Gaststätte
- Naturdenkmal Dolgener Eiche
- rohrgedeckte Kleinbauernhäuser aus dem späten 18. Jahrhundert

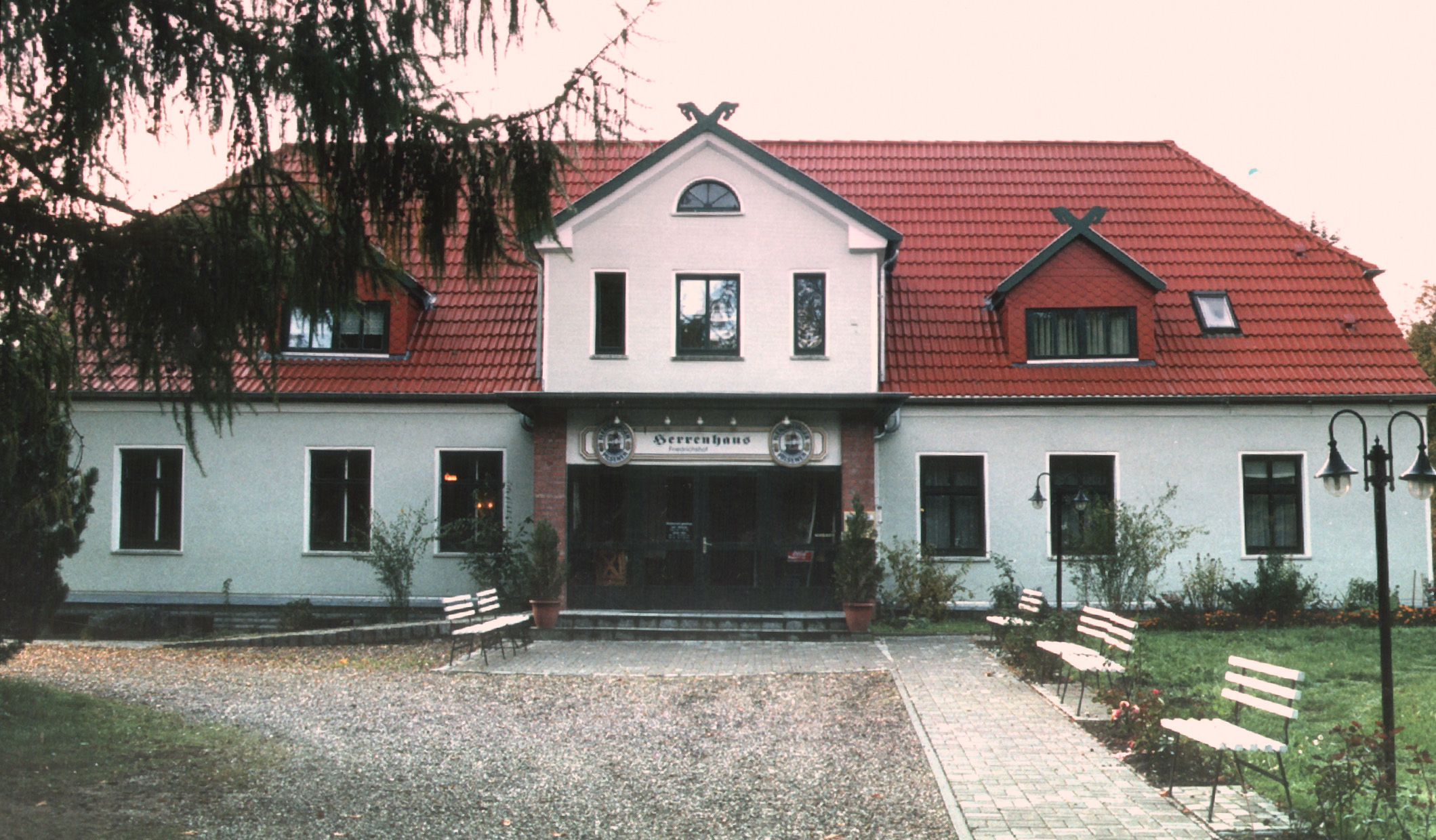
Herrenhaus Friedrichshof, heute Hotel und Gaststätte
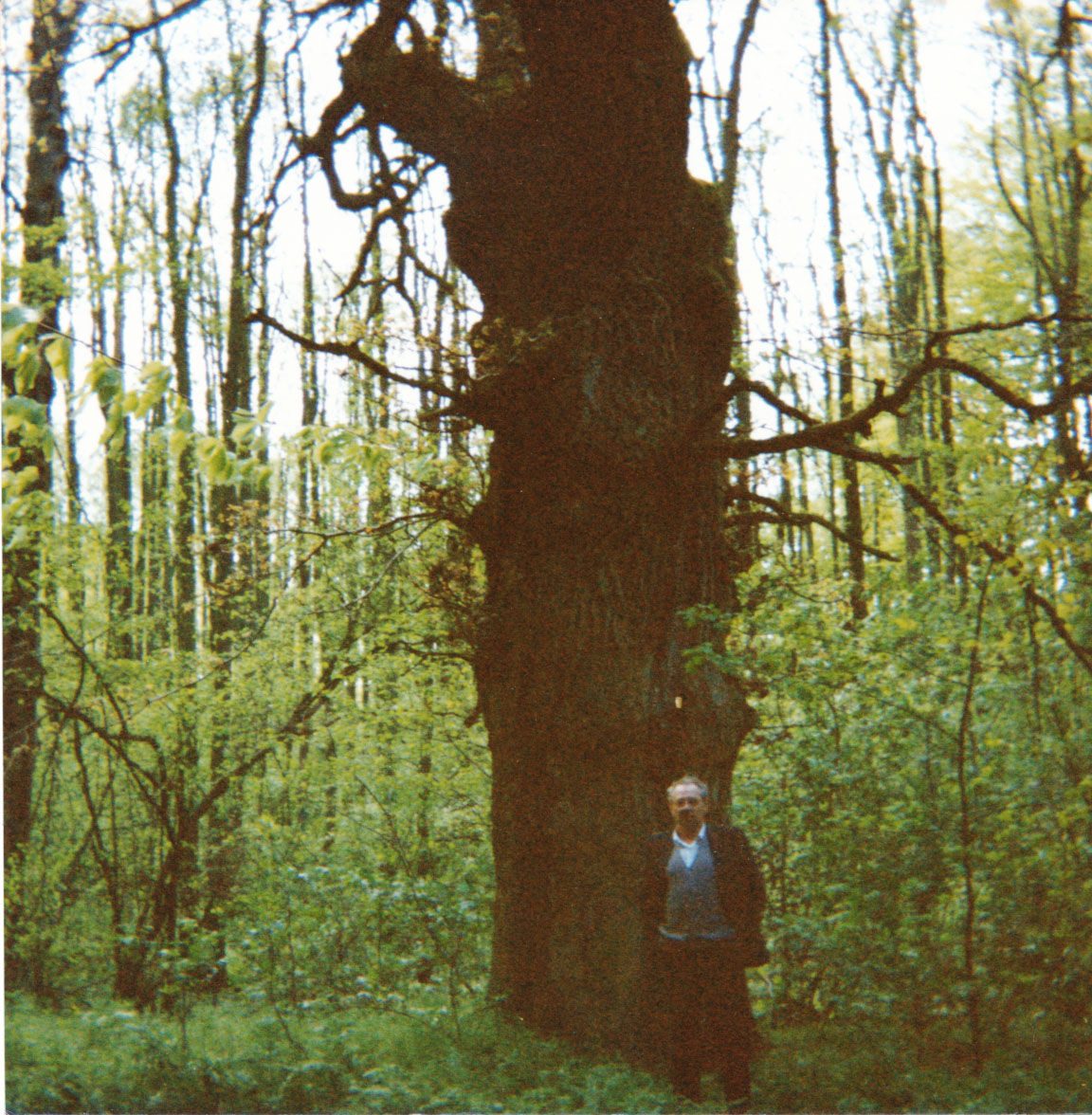
ca. 650-Jahre alte Dolgener Eiche (Naturdenkmal seit 1943)
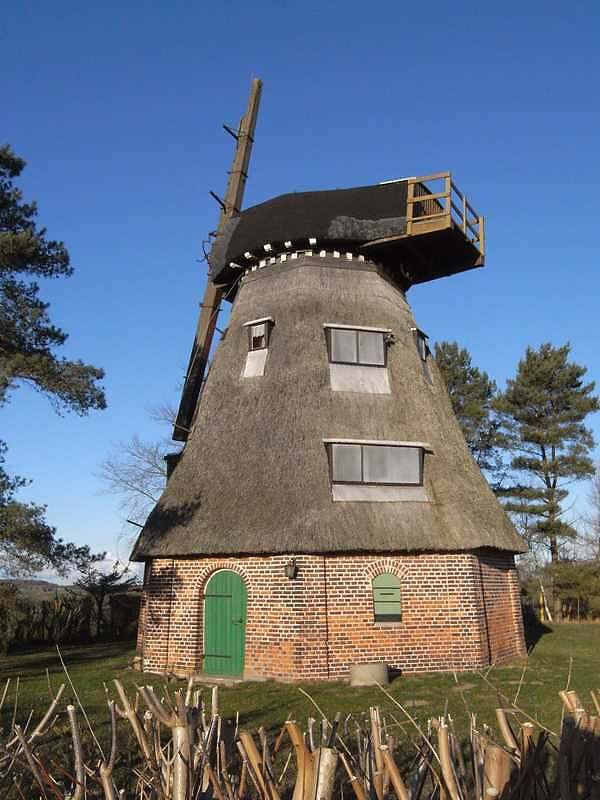
Erdholländermühle Groß Lantow
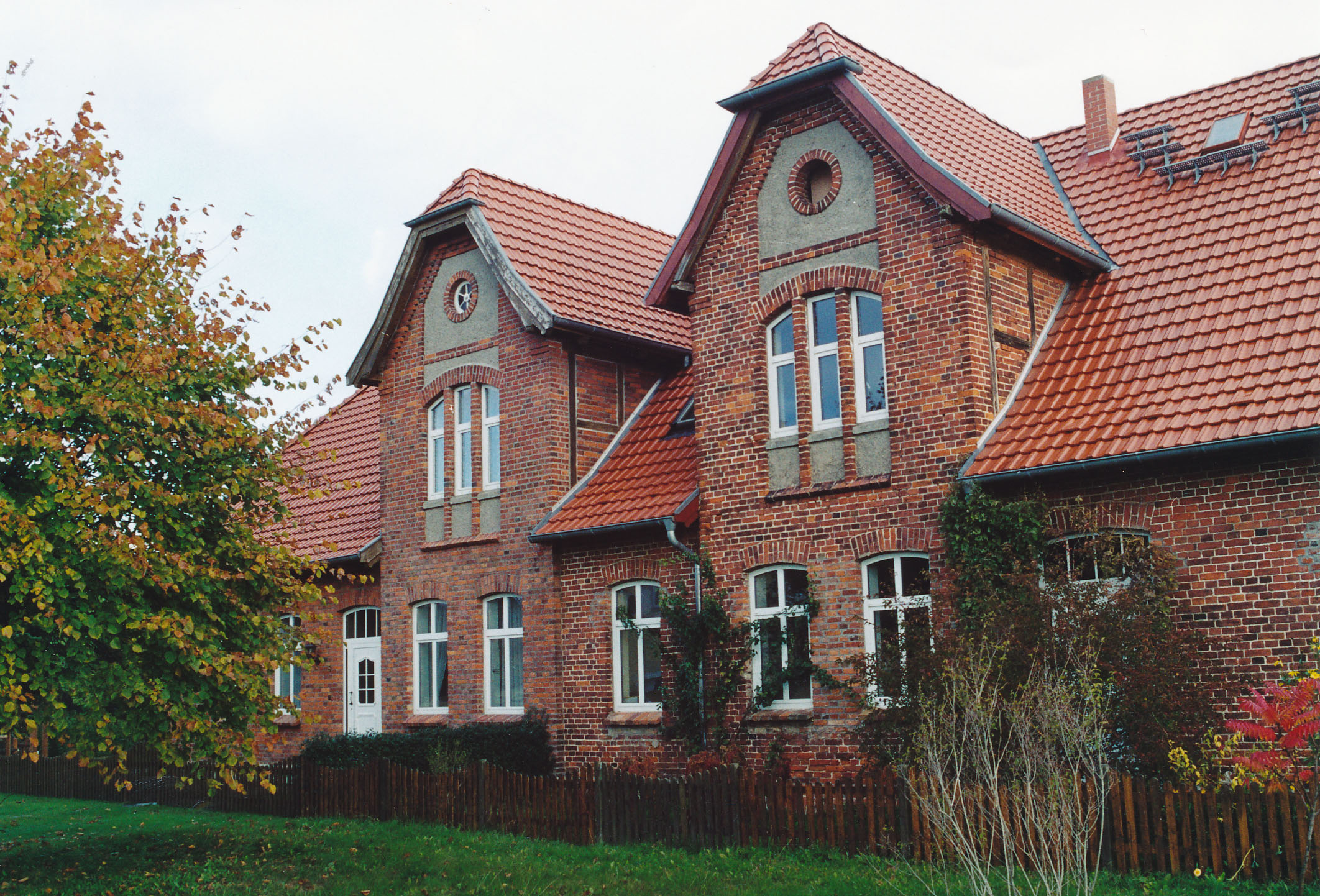
Renoviertes ehemaliges Verwalterhaus des vormaligen Rittergutes Dolgen

Kultur
- Kino Sabel[12] im ehemaligen Kultursaal, betrieben von den Kinofreunden Sabel, gegründet 2003 mit der Absicht Kultur aufs Land zu bringen. Es finden neben dem regelmäßigen Programmkino als Teil und Vertretung des Landesverbandes Filmkommunikation Mecklenburg-Vorpommern auch zahlreiche Theaterstücke und Konzerte statt.

## Verkehr
Durch die Nähe zur Stadt Laage profitiert auch Dolgen am See von der günstigen Infrastruktur (Nähe zu Rostock, Güstrow und der B 103, Autobahnanschluss Laage an der A 19 sowie unmittelbare Nähe zum Regionalflughafen Rostock-Laage). Die nächsten Bahnhöfe befinden sich in Laage (Haltepunkt Kronskamp) sowie im Dummerstorfer Ortsteil Scharstorf an der Lloydbahn.

## Persönlichkeiten
- Leopold von Plessen (1769–1837), Kammerherr, Diplomat, Minister, Geheimeraths- und Regierungspräsident (1836) Mecklenburgs[13]
- Sophie von Plessen, geb. von Campenhausen (1776–1835), Schwester des russischen Finanz- und späteren Innenministers Balthasar von Campenhausen (1772–1823), Hofdame und Oberhofmeisterin
- Hermann Arendholz (* 1929), Politiker (DBD), LPG-Vorsitzender in Sabel-Kankel.